# لاتکسو (تگزاس)
لاتکسو، تگزاس(به انگلیسی: Latexo, Texas) شهری در ایالت تگزاس از ایالات جنوبی ایالات متحده آمریکا است. در سرشماری سال ۲۰۰۰، جمعیت این شهر ۲۷۲ نفر اعلام شد.